# Edvin Loach and Saltmarshe
Edvin Loach and Saltmarshe est une paroisse civile du Herefordshire, en Angleterre.